# 大豊泰昭
大豊 泰昭（たいほう やすあき、1963年11月15日 - 2015年1月18日）は、台湾（中華民国）南投県出身の元プロ野球選手（内野手、外野手）。左投左打。本名は陳 大豊（チェン・ダーフォン、Chen Ta-Feng）。

## 経歴

### プロ入り前
華興中学では台湾大会で優勝し、華興高では世界大会で優勝。華興高の一学年後輩には呂明賜がいる。王貞治に憧れて日本行きを希望するが、20歳にならないと出国できないため、卒業後に2年間母校でコーチを務めた。
知人の紹介で知り合った愛知県新城市在住の新聞販売店主が身元引受人となり、来日。1984年に名古屋商科大学へ入学。愛知大学野球リーグ通算96試合出場、343打数120安打、打率.350、24本塁打、94打点。敢闘賞2回、ベストナイン4回受賞。通算24本塁打はリーグ記録である。全日本代表にも2回選出された。2学年先輩に、後に中日ドラゴンズでもチームメイトとなる音重鎮がいる。卒業後は、日本人選手扱いとして日本プロ野球 (NPB) 入りするため、中日の球団職員として1年間在籍した。当時の背番号は95だが、支配下選手登録はされていなかった。

### 中日時代
1988年のNPBドラフト会議で中日から2位指名を受け、選手契約を結んだ。当時練習生はドラフトで1位指名という慣例があり（1981年西武伊東勤、1988年阪神中込伸）大豊も1位指名確実と思われていたが、中日球団は慣例を破って今中慎二（大阪桐蔭）を1位で、大豊を2位で指名した。王の持つ当時のNPBシーズン最多本塁打記録55本を目標として背番号を55とした。
プロ1年目の1989年シーズンは、星野仙一監督の下で開幕戦のスタメンとして起用される。以降も左翼手レギュラーで起用され、不調の5月に二軍（ウエスタン・リーグ）降格を経験するも6月半ばからレギュラーに返り咲き、ルーキーとしては上々の打率.233、14本塁打、36打点を記録した。
1990年シーズンもほぼシーズンを通して左翼手レギュラーで起用され、打率.274、20本塁打、48打点を記録して長距離打者としての才能を開花させた。
1991年シーズンには更に数字を上げ、打率.283、26本塁打、72打点を叩き出し、初めて規定打席に到達した。9月23日のヤクルトスワローズ戦で岡林洋一から逆転サヨナラ3点本塁打を放った。
1992年シーズンには、高木守道が監督に就任し、秋季キャンプで臨時コーチとして訪れた張本勲の勧めで一本足打法を始める。
1993年シーズンには25本塁打を放つと、1994年シーズンには落合博満が移籍したことにより一塁手専任となり打撃に集中できるようになった結果38本塁打、107打点で本塁打王と打点王の二冠を獲得した。チームは10.8決戦で読売ジャイアンツに敗れてセントラル・リーグ優勝は逃したが、同年のチームで最も活躍した選手に贈呈されるドラゴンズクラウン賞の最優秀選手賞を受賞した。また、同年は対広島東洋カープ戦で18本塁打を記録し、年間カード別最多本塁打の日本記録を樹立（後述詳細）。
1996年シーズンは前年シーズンの不振と星野が再び監督に就任し、下位打線に打順を置かれたがそれに奮起し、開幕から驚異的なペースで本塁打を量産。最終的に巨人の松井秀喜と同じ38本塁打を放つも、チームメイトで同じく下位打線でチームを引っ張った山﨑武司に1本及ばず、松井とともに本塁打王を逃した。1993年シーズンから1996年シーズンまで4年連続で規定打席に到達したが、これが生涯最後の規定打席到達だった。
1997年シーズンは、本拠地がナゴヤ球場からナゴヤドームに移転したことで、打率.240、12本塁打、35打点、規定打席未到達と極度の不振に終わる。チーム自体も最下位に落ちたことで星野が広いナゴヤドームに対応した守備、機動力重視への転換を目指したことから、同年のシーズンオフには矢野輝弘とともに関川浩一・久慈照嘉との交換トレードで阪神タイガースへ移籍。

### 阪神時代
1998年シーズンには吉田義男監督の下で開幕から5番一塁手で起用されたが、極度の不振が続き、5月末から八木裕や平塚克洋にレギュラーを奪われ、代打起用が中心になった。この年の前半戦は5本塁打で前年のシーズン同様に苦しんだ。後半戦からは調子を取り戻し、8月18日の対広島戦から4番一塁手に固定されて16本塁打を放つ活躍をした。最終的に本塁打21本、打点61と長打力は健在だったが、スランプの期間が長く打率.231と苦しいシーズンになった。オフに年俸1億8000万から1億2600万円にダウンで契約更改した。
1999年シーズンには野村克也が監督に就任し、8月末まで一塁にマーク・ジョンソンが起用されたため大豊は代打中心で起用された。8月24日と25日に2打席連続代打本塁打を放つと、次の試合でも代打で安打を放ち、8月31日からはジョンソンに代わって先発一塁で起用される。また8月24日から10月1日まで、当時の球団記録となる26試合連続安打も記録した。結局、打率.341、18本塁打、歴代2位となるシーズン6本の代打本塁打を放つなど、結果を残した。古巣・中日戦では5月14日に落合英二、9月9日にサムソン・リーからサヨナラ本塁打を放っている。
2000年シーズンには、同じ一塁手の広澤克実が入団したためポジション争いとなるが、広澤が不調だったこともあり大豊がシーズンを通して先発一塁で起用されることが多かった。
4月8日の広島市民球場での試合において、紀藤真琴から第1打席で通算250本塁打、続く第2打席で通算1000安打を達成した。7月20日の対巨人戦では退場処分を受ける。この問題の打席は、1ボール1ストライクから真鍋勝己球審に厳しい内角球をストライク判定され、少し口論となった。大豊は打席を外し、汗を拭った。真鍋球審に打席に戻るよう促された大豊は中々打席に戻ろうとせず、真鍋球審は高橋尚成に投球を指示。それを受け、大豊は一旦打席に戻ったが、再度打席を外し、投手に片手を上げ、「ちょっと待って欲しい」とアピールした。真鍋球審はこれを認めず、次の球をストライク、バッターアウトと判定した。呆気にとられた大豊は真鍋球審の胸を手で押してしまい、暴行を働いたとして退場処分を受け、7月28日から8月3日までの出場停止処分と制裁金20万円の処分が科せられた。このシーズンは最終的に23本塁打を記録したものの、打率は.241と前年比較で大きな急落となる。
阪神在籍3年間は好不調の波が大きく、同じ一塁手には八木裕や平塚克洋、また毎年のように一塁を守れる新外国人が入団したことから不調時は試合から外されることが多く、出場試合数も100試合を一度も超えず、規定打席にも一度も到達せずに終わった。また野村監督時代の2年間は野村と相性が合わずに対立し、職場放棄をすることもあった。この点について、大豊自身は「対話も少なかったし、誤解も生じた。でも、それは人生であり得ること。今は阪神と中日、両方を体験できてよかった」と後年振り返っている。また、引退後は山﨑武司の仲介で野村、大豊、山﨑、北の湖の四人で食事の機会を設け、その場で打ち解け和解。以後は山﨑、野村らと一緒に韓国旅行に行ったり、大豊の店に野村が来て食事をするなど良好な関係になっていたという。
阪神移籍後は契約更改が毎年難航した。様々な理由（「打率が低い」と指摘され、翌年打率を上げるものの、今度は「打点が低い」と指摘される等）を挙げられ、ダウン提示を受けることとなる。この年のシーズンオフの契約更改でも年俸大幅ダウンを提示された。結果「協約違反の30%ダウンに納得がいかない」と自ら自由契約を申し入れ、阪神を退団（実際は大豊の年俸が1億円を超えており、当時の野球協約では年俸1億円以上の選手は最大30％減俸可能となっていた）。

### 中日復帰
2001年シーズンには、中日に復帰したが、背番号は前回在籍時の55が広島から移籍してきた紀藤真琴に決まっていたため、60となった。大豊の本来のポジションである一塁手には山﨑が定着しており、また同年には台湾代表として第34回IBAFワールドカップに出場したこともあって、出場38試合、先発14試合に留まった。大豊の打撃成績は打率.171と上向かず、チームは5位に転落。星野が監督を退任した。
2002年シーズンは山田久志が監督に就任し、大豊は開幕一軍スタートだったが、三塁手だったレオ・ゴメスが一塁手にコンバートされ、ゴメスの故障離脱後は渡辺博幸が一塁手に起用されたため、大豊の出場は27試合、先発11試合に留まった。同年のシーズンオフに戦力外通告を受け、現役続行を希望したが獲得球団はなく、現役を引退。2003年3月23日、ナゴヤドームでの横浜ベイスターズとのオープン戦で引退セレモニーが行われた。NPB通算14年の現役生活で、優勝経験は一度もなかった。
中日ドラゴンズ時代の応援歌は『勇者ライディーン』のテーマであったが、のちに変更。

### 引退後
引退後、中日球団のアジア地区担当スカウト兼少年野球指導担当を経て、2004年10月、名古屋市中区に中華料理店「大豊飯店」を開業。店の経営の傍ら、中京ローカル番組にゲスト出演するほか、東海地方を中心に各地へ野球教室や講演活動を行っていた。
中日球団のアジア地区担当スカウトとして、台湾から陳偉殷（チェン・ウェイン）を2004年に中日入団へ導いた。その後は「中日球団台湾地域情報提供員」という肩書きで活動していた。
プロ野球マスターズリーグの名古屋80D'sersに、2005年度と2006年度の2シーズン参加した（ポジション登録は内野手、背番号は55）。参加当時、中日が1996年まで使用したヘルメット（筆記体の「D」が入ったもの）を着用していた。
2009年3月、急性骨髄性白血病を患い、入院。闘病生活の末に同年8月に退院したものの、2010年3月に再発。実妹からの骨髄移植を受け、同年9月上旬に退院。
2011年3月26日に体力的に経営が困難となった「大豊飯店」を閉店。5月25日、岐阜県海津市のお千代保稲荷参道内に「大豊ちゃん」として移転オープンしている（体調を考慮してオーナーは関係者が務め、自身は雇われ店長扱いであった）。
2012年、大豊飯店時代の顧客女性と再婚。
2014年から急激に体力が低下し、歩行困難となったため、10月から店をスタッフに任せ、治療専念の療養生活に入った。
2015年1月18日午後10時41分、急性骨髄性白血病のため名古屋市の病院で死去。51歳没。
2019年11月15日、生前の本人の遺志に基づき、千葉県銚子沖に散骨された。

## 人物

### 右足
9歳のときに裸足でターザンのまねをして着地した際に、たまたま地面に転がっていた釘が右足の裏に刺さってしまう。当時の大豊の実家周辺では医療レベルが低かったため満足な治療が受けられず、その後度々傷跡が膿むようになった。名商大1年のときに完全な治療を受けることができたが、本人曰く「9歳の時からずっと、その部分をかばっていたため、そこだけ筋肉がつかなかった」とのことで、右足裏はその後も大豊の弱点となり、足の踏み込みが十分にできないなどの問題を抱え続けることとなった。

### アメリカ人審判帰国の発端
1997年6月5日、対横浜戦（長良川球場）の打席で、アメリカ人審判のマイク・ディミュロが下したストライク判定に、大豊は「ホワイ、ストライク?」と言いながらストライクゾーンから外れているのではないか、というジェスチャーを行った。この言動をディミュロは「審判に対する暴言」とし、退場を命じる。なお上記の大豊の行動には布石があり、この打席でディミュロは再三にわたり打者不利ともとれる判定を下していた。これを不服とした監督の星野仙一およびコーチらがベンチから飛び出し、ディミュロを集団で取り囲みながら猛抗議を行う大騒動に発展。その後、ディミュロは集団的な威圧的行為により「身の危険を感じた」と辞職、帰国している。
この事件により、審判の権威についての議論が湧き起こった。さらには、この騒動から間もない同年7月3日の試合終了後、観客の「台湾へ帰れ!」のヤジに激昂してフェンスの金網にバットを投げつけ、3日間の謹慎処分を受ける。当時のセントラル・リーグ会長であった川島廣守は「ファンの方も挑発的、侮辱的なヤジは控えてもらいたい」と声明の中で触れている。

### 私生活
弟は元プロ野球選手の大順将弘。1990年に元女優と結婚し、妻との間に2女をもうけた。娘は宝塚歌劇団星組男役のひろ香祐。
1999年9月21日に発生した台湾大地震の復興支援活動として、募金やチャリティーゲームに出場するなどの活動を行った。
引退後に開業した大豊飯店では大豊自ら積極的に接客し、野球談義に花を咲かせていた。長者町繊維街にある店のビル正面には、中日時代の一本足打法の全身像が掲げられていた。2011年5月に移転開業した「大豊ちゃん」でも自ら店頭に立ち、屋外で名物の棒餃子を焼く姿が見られた。一本足打法の全身像も縮小されたものの、引き続き店舗正面に掲げられていた。
2014年9月19日の『爆報! THE フライデー』（TBS系）の中で、同年10月末を以って「大豊ちゃん」を妻とスタッフに任せ、自身は白血病の後遺症の治療に専念することを発表していた。
この発表からわずか4ヶ月後、大豊は死去。ちなみに、大豊は現役時代から亡くなるまで、日記を毎日欠かさず書き続けていたという。
「大豊ちゃん」は大豊亡き後も店舗運営を続けたが、2015年6月5日を以って閉店した。Webサイト上では「一旦閉店の上再開する」となっているが、現地ではすでに全身像を含めた設備が撤去され、別の店舗が利用している。再開時期や再開場所については未定である。その後、インターネット通販も2017年12月27日を以って終了し、現在は「大豊ちゃん」のイベント出店のみこれまで通り継続している他、白血病治療に向けての骨髄バンクへの登録呼びかけなどの社会貢献活動を行っている。

### その他
現役時代は大変な大食漢で、同僚のプロ野球選手も驚くほどだった。
中日時代のチームメイト愛甲猛は、大豊は自分に合わないコーチの指導は聞き入れない我の強い性格であったと評している。

## プレースタイル

### 一本足打法
王貞治へのリスペクトから、一本足打法にこだわりを見せていたが、それ故にバッティングを崩すことも多く、阪神在籍時の1999年に野村克也監督のアドバイスにより、一本足打法からすり足打法に変更した。ただし、本人が後に語ったところによると、打法の変更は「一本足打法では試合で使ってもらえないため、試合に出るためのやむを得ない選択だった」とのことで、本当は一本足打法を貫きたかったという。しかしながら打法の変更は功を奏し、1999年は打率.341の好成績を記録している。翌2000年は一本足打法に再転向した。一本足のメリット・デメリットについて、大豊自身は後年「一本足のおかげで二冠王を穫ったのはいい思い出だけど、逆に一本足のせいで選手寿命も縮まりました。一本足打法は足への負担だけじゃなくて、目も疲れるんです。足を上げるタイミングを図るために常にピッチャーを凝視しなければならない。二本足のときの数倍も目が疲れるんです」と振り返っている。

## 詳細情報

### 年度別打撃成績
| 年 度      | 球 団      | 試 合 | 打 席 | 打 数 | 得 点 | 安 打 | 二 塁 打 | 三 塁 打 | 本 塁 打 | 塁 打 | 打 点 | 盗 塁 | 盗 塁 死 | 犠 打 | 犠 飛 | 四 球 | 敬 遠 | 死 球 | 三 振 | 併 殺 打 | 打 率 | 出 塁 率 | 長 打 率 | O P S |
| ---------- | ---------- | ----- | ----- | ----- | ----- | ----- | -------- | -------- | -------- | ----- | ----- | ----- | -------- | ----- | ----- | ----- | ----- | ----- | ----- | -------- | ----- | -------- | -------- | ----- |
| 1989       | 中日       | 101   | 353   | 309   | 37    | 72    | 18       | 0        | 14       | 132   | 36    | 2     | 3        | 4     | 1     | 36    | 0     | 3     | 86    | 9        | .233  | .318     | .427     | .745  |
| 1990       | 中日       | 105   | 291   | 259   | 34    | 71    | 13       | 0        | 20       | 144   | 48    | 2     | 0        | 6     | 2     | 23    | 3     | 1     | 63    | 5        | .274  | .333     | .556     | .889  |
| 1991       | 中日       | 121   | 461   | 396   | 50    | 112   | 23       | 1        | 26       | 215   | 72    | 2     | 3        | 3     | 2     | 53    | 7     | 7     | 84    | 13       | .283  | .376     | .543     | .918  |
| 1992       | 中日       | 81    | 280   | 251   | 24    | 67    | 18       | 1        | 11       | 120   | 39    | 0     | 2        | 0     | 0     | 27    | 3     | 2     | 52    | 7        | .267  | .343     | .478     | .821  |
| 1993       | 中日       | 117   | 437   | 367   | 53    | 95    | 14       | 0        | 25       | 184   | 59    | 0     | 1        | 0     | 1     | 66    | 6     | 3     | 117   | 4        | .259  | .375     | .501     | .877  |
| 1994       | 中日       | 130   | 560   | 477   | 83    | 148   | 24       | 2        | 38       | 290   | 107   | 1     | 2        | 0     | 9     | 71    | 10    | 3     | 97    | 6        | .310  | .396     | .608     | 1.004 |
| 1995       | 中日       | 106   | 444   | 389   | 49    | 95    | 14       | 1        | 24       | 183   | 65    | 1     | 0        | 0     | 1     | 51    | 3     | 3     | 81    | 7        | .244  | .336     | .470     | .806  |
| 1996       | 中日       | 129   | 537   | 462   | 69    | 136   | 19       | 1        | 38       | 271   | 89    | 3     | 1        | 4     | 2     | 68    | 8     | 1     | 106   | 10       | .294  | .385     | .587     | .971  |
| 1997       | 中日       | 95    | 341   | 296   | 33    | 71    | 12       | 0        | 12       | 119   | 35    | 0     | 1        | 2     | 2     | 38    | 2     | 3     | 78    | 5        | .240  | .330     | .402     | .732  |
| 1998       | 阪神       | 99    | 346   | 307   | 41    | 71    | 17       | 0        | 21       | 151   | 61    | 0     | 0        | 1     | 2     | 34    | 1     | 2     | 94    | 5        | .231  | .310     | .492     | .802  |
| 1999       | 阪神       | 78    | 181   | 164   | 20    | 56    | 13       | 0        | 18       | 123   | 39    | 0     | 2        | 0     | 0     | 16    | 2     | 1     | 56    | 5        | .341  | .403     | .750     | 1.153 |
| 2000       | 阪神       | 97    | 337   | 303   | 38    | 73    | 9        | 2        | 23       | 155   | 54    | 4     | 1        | 0     | 3     | 26    | 3     | 5     | 93    | 2        | .241  | .309     | .512     | .820  |
| 2001       | 中日       | 38    | 77    | 70    | 6     | 12    | 4        | 0        | 3        | 25    | 7     | 0     | 0        | 0     | 1     | 6     | 1     | 0     | 34    | 1        | .171  | .234     | .357     | .591  |
| 2002       | 中日       | 27    | 54    | 47    | 7     | 10    | 2        | 0        | 4        | 24    | 11    | 0     | 0        | 0     | 0     | 7     | 0     | 0     | 16    | 1        | .213  | .315     | .511     | .825  |
| 通算：14年 | 通算：14年 | 1324  | 4699  | 4097  | 544   | 1089  | 200      | 8        | 277      | 2136  | 722   | 15    | 16       | 20    | 26    | 522   | 49    | 34    | 1057  | 80       | .266  | .352     | .521     | .873  |

- 各年度の太字はリーグ最高

### タイトル
- 本塁打王：1回（1994年）
- 打点王：1回（1994年）

### 表彰
- ベストナイン：1回（一塁手：1994年）
- 月間MVP：3回（1994年6月、1994年9月、1996年5月）
- IBMプレイヤー・オブ・ザ・イヤー賞：1回（1994年）
- 優秀JCB・MEP賞：1回（1994年）
- 愛知トヨタドラゴンズトヨタ・クラウン賞（1994年）

### 記録
初記録
- 初出場・初先発出場：1989年4月9日、対横浜大洋ホエールズ1回戦（ナゴヤ球場）、5番・左翼手として先発出場
- 初打席・初三振：同上、1回裏に斉藤明夫から
- 初安打：同上、7回裏に斉藤明夫からシングル
- 初本塁打・初打点：1989年4月22日、対広島東洋カープ1回戦（広島市民球場）、5回表に北別府学から

節目の記録
- 100本塁打：1994年4月29日、対広島東洋カープ4回戦（長良川球場）、4回裏に川口和久から右越ソロ ※史上177人目
- 150本塁打：1995年8月22日、対阪神タイガース17回戦（阪急西宮球場）、6回表に藪恵壹から左越ソロ ※史上101人目
- 200本塁打：1997年5月11日、対広島東洋カープ8回戦（ナゴヤドーム）、8回裏に佐々岡真司から中越逆転決勝3ラン ※史上67人目
- 1000試合出場：1998年4月22日、対横浜ベイスターズ5回戦（阪神甲子園球場）、5番・一塁手として先発出場 ※史上342人目
- 250本塁打：2000年4月8日、対広島東洋カープ2回戦（広島市民球場）、2回表に紀藤真琴から右越先制ソロ ※史上39人目
- 1000安打：同上、4回表に紀藤真琴から右前安打　※史上199人目
- 1000三振：2000年9月17日、対広島東洋カープ27回戦（広島市民球場）、6回表に佐々岡真司から ※史上27人目

その他の記
- オールスターゲーム出場：3回（1991年、1994年、1996年）
- 26試合連続安打（1999年8月24日 - 10月1日）
- 5試合連続本塁打（1996年4月11日 - 4月16日）
- 同一カードシーズン最多本塁打（1994年広島戦）

| 1994年広島戦本塁打 | 1994年広島戦本塁打 | 1994年広島戦本塁打 | 1994年広島戦本塁打 | 1994年広島戦本塁打 |
| #                  | 日付               | 回戦               | 投手               | 球場               |
| ------------------ | ------------------ | ------------------ | ------------------ | ------------------ |
| 1                  | 4月16日            | 2                  | 高橋英樹           | 広島市民球場       |
| 2                  | 4月17日            | 3                  | 川口和久           | 広島市民球場       |
| 3                  | 4月29日            | 4                  | 川口和久           | 長良川球場         |
| 4                  | 4月30日            | 5                  | 北別府学           | ナゴヤ球場         |
| 5                  | 5月1日             | 6                  | 紀藤真琴           | ナゴヤ球場         |
| 6                  | 6月19日            | 12                 | 近藤芳久           | 広島市民球場       |
| 7                  | 6月28日            | 13                 | 紀藤真琴           | ナゴヤ球場         |
| 8                  | 7月29日            | 15                 | 前田耕司           | 広島市民球場       |
| 9                  | 7月31日            | 17                 | 秋村謙宏           | 広島市民球場       |
| 10                 | 7月31日            | 17                 | 前田耕司           | 広島市民球場       |
| 11                 | 7月31日            | 17                 | 井上祐二           | 広島市民球場       |
| 12                 | 8月23日            | 18                 | 近藤芳久           | ナゴヤ球場         |
| 13                 | 8月23日            | 18                 | 佐々岡真司         | ナゴヤ球場         |
| 14                 | 8月24日            | 19                 | 紀藤真琴           | ナゴヤ球場         |
| 15                 | 8月25日            | 20                 | 大野豊             | ナゴヤ球場         |
| 16                 | 9月13日            | 21                 | 高山郁夫           | 広島市民球場       |
| 17                 | 9月14日            | 22                 | 近藤芳久           | 広島市民球場       |
| 18                 | 9月25日            | 26                 | 佐藤貞治           | ナゴヤ球場         |

### 背番号
- 55 （1989年 - 2000年）
- 60 （2001年 - 2002年）

### 登場曲
- 映画『ロッキー』テーマ曲 （2000年）[44]

他

## 関連情報

### 出演

#### CM
- 出雲殿（1991年）
- NTT-TE東海（1997年）
- アオキーズ・ピザ (2008年)

### 著書
- 『大豊：王貞治に憧れて日本にやってきた裸足の台湾野球少年』（ソフトバンクパブリッシング、2004年発行、240頁）ISBN 4797329122

### 関連書籍
- 『中日ドラゴンズ名選手の時代：テレビマンが描いたドラゴンズ痛快伝説』（浅野芳光著、名古屋丸善出版サービスセンター、2007年11月、ISBN 9784895973854）
- 『プロ野球、伝説の表と裏：語り継がれる勝負の裏に隠された真実の物語』（長谷川晶一著、主婦の友社、2015年1月、ISBN 9784072990162）

### 連載
- 「大豊泰昭・八転び七起き」（2008年頃、東京スポーツ）